# Берёзкин, Всеволод Александрович
Все́волод Алекса́ндрович Берёзкин (21 февраля 1899 — 1 февраля 1946) — советский гидрограф, гидрометеоролог и океанолог, исследователь Арктики, доктор географических наук. Инженер-контр-адмирал.

## Биография
Всеволод Берёзкин родился в 1899 году в городе Ковно (нынешний Каунас) в семье ветеринара. В 1918 году окончил гимназию в Вологде, после чего добровольно ушёл служить в инженерные войска только что зародившейся Красной Армии.
Карьера Берёзкина-гидрографа и гидрометеоролога началась в 1920 году, когда после заочного окончания двух курсов Горного института Всеволод принял участие в своей первой экспедиции — на Белое море в составе Убекосевера. Экспедиция занималась там гидрографическими работами.
Следующие восемь лет Всеволод Александрович продолжал своё обучение. Так в 1922 году им было окончено Военно-морское гидрографическое училище, в 1924 году — географический факультет ЛГУ, в 1931 году — аспирантура того же университета, а в 1928 году — гидрографический факультет Военно-морской академии. Также в 1928 году вышла первая научная работа Берёзкина — «Приливы на Новой Земле».
Одновременно с учёбой Всеволод Берёзкин принимал участие во многих экспедициях по морям Северного Ледовитого океана. В 1922 году он работал штурманом на посыльном судне «Соколица», с 1923 по 1925 годы — сотрудником на исследовательском судне «Мурман» Северной гидрографической экспедиции. В 1925 году Всеволод Александрович на ледокольном пароходе «Малыгин» принял участие в Карской экспедиции.
В начале 1930-х годов Всеволод Александрович защитил кандидатскую диссертацию, в которой, проанализировав течения Карского моря, он смог предсказать существование открытого позже, в 1935 году, мелководья острова Ушакова. Доктором географических наук он стал в 1936 году, темой его диссертации была «Гренландское море и Полярный бассейн».
До конца 1930-х годов Берёзкин продолжал принимать участие в Арктических плаваниях, в том числе — в первом сквозном переходе Северным морским путём из Ленинграда во Владивосток на ледорезе «Фёдор Литке» в 1934 году, в экспедиции 1935 года ледокольного парохода «Садко», открывшей остров Ушакова, в экспедиции 1938 года на ледорезе «Фёдор Литке» и 1940 года на «Александре Сибирякове».
Преподавательской деятельностью Берёзкин занимался с 1931 года, а в 1937 году он стал профессором, начальником кафедры гидрометеорологии Военно-морской академии. Кроме неё, Берёзкин преподавал в ЛГУ, Гидрометеорологическом институте и в Арктическом институте. В декабре 1933 года он принял участие в междуведомственном совещании в Ленинграде, считающимся точкой отсчёта в становлении полярной гидрографии.
С 1943 года он работал начальником Морского управления и заместителем начальника Гидрометеорологической службы Советского Союза, однако уже через год, из-за проблем со здоровьем, был вынужден оставить эту работу, ограничив себя преподавательской и научной деятельностью. Всеволод Александрович является автором более 60 научных работ, среди которых и несколько монографий.
Умер Всеволод Берёзкин в возрасте 46 лет, в Ленинграде. Могила талантливого гидрометеоролога расположена на Смоленском лютеранском кладбище.

## Награды
За свою выдающуюся деятельность Всеволод Александрович Берёзкин был награждён четырьмя орденами и двумя медалями.

## Память
В честь В. А. Берёзкина назван пролив Берёзкина в северной части архипелага Земля Франца-Иосифа, отделяющий остров Ла-Ронсьер от островов Гофмана и Беккера (название присвоено советскими исследователями в 1953—1955 гг.).
В честь братьев Всеволода Александровича Берёзкина и Владимира Александровича Берёзкина (1888—1949) названа гора Берёзкиных в Антарктиде (Земля Королевы Мод, 71°50′ ю. ш., 11°48′ в. д., гора открыта и нанесена на карту в 1961 году Советской Антарктической экспедицией, название присвоено в 1966 году).

## Публикации
- Берёзкин Всеволод Александрович. Приливы на Новой Земле. — Л., 1925.
- Берёзкин Всеволод Александрович. Динамика морей. — Л., 1938.